# Enrique Bernoldi
Enrique Antônio Langue e Silvério de Bernoldi (Curitiba, 1978. október 19.) brazil autóversenyző. 2001-ben és 2002-ben az Arrows-istálló versenyzője volt a Formula–1-es világbajnokságon. 2010-ben az FIA GT1-es sorozat futamain vett részt.

## Pályafutása
1987-ben, kilencévesen kezdett gokartozni. Több regionális és nemzeti bajnokságot nyert, mielőtt tizenhét évesen áttért volna az európai formulaautós versenyekre. 1996-ban megnyerte az európai Formula–Renault-sorozatot. 1997-ben ötödik volt a brit Formula–3-as bajnokságban, és harmadik a Makaói Formula–3-as nagydíjon. 1998-ban második lett a brit szériában, valamint a Masters of Formula–3-as viadalon, továbbá újfent harmadik a Makaói futamon.

### Formula–1

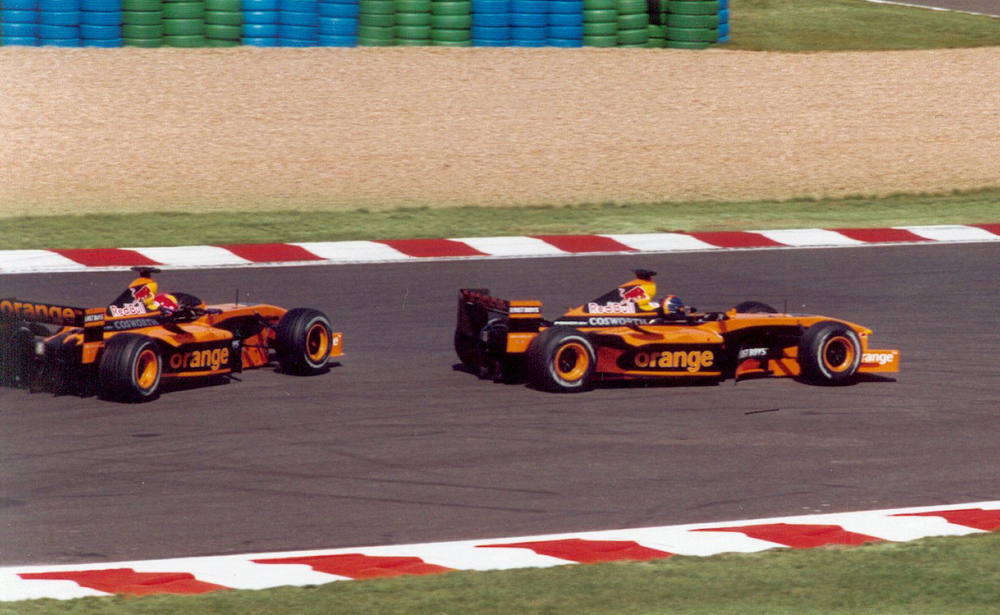
Bernoldi (hátul) és csapattársa Heinz-Harald Frentzen a 2002-es francia nagydíjon

1999-ben és 2000-ben a Formula–1-es világbajnokságon szereplő Sauber-istálló tesztpilótája volt. A 2001-es szezonra versenyzői szerződést kapott az Arrows csapatánál. Csapattársa a nála jóval tapasztaltabb Jos Verstappen volt. A szezonnyitón és a második futamon kicsúszott, és nem ért célba a hazai versenyén sem. A monacói nagydíj televíziós közvetítésének nagy részén a David Coulthardal való küzdelmét mutatták. 35 körön át tartotta maga mögött a McLaren skót versenyzőjét, aki ekkor a pontverseny második helyén állt. A futamot végül kilencedikként zárta, addigi legjobb Formula–1-es eredményét produkálva. A szezonban mindössze egyszer végzett jobb pozícióban; a német futamon nyolcadikként ért célba.
A 2002-es szezont is az Arrows versenyzőjeként kezdte. A szezonnyitó ausztrál nagydíjon kizárták. Egy baleset miatt megismételték a rajtot, erre azonban Bernoldi a tartalékautóra váltott, vétve a szabályok ellen. Az ezt követő öt futam egyikén sem ért célba. Csak Monacoban és a Nürburgringen nem esett ki, a francia futamra pedig kvalifikálni sem tudta magát. A német nagydíj után a csapatnak anyagi gondjai akadtak, és a szezon utolsó öt versenyén már tudtak részt venni. Noha később több csapatnál is szerepelt, mint tesztpilóta, versenyzői állást nem kapott a sorozatban.

### 2003-2007
2003-ban és 2004-ben a World Series by Nissan-sorozatban versenyzett. Mind két évben szerzett két-két futamgyőzelmet. A 2003-as szezont hatodikként, míg a 2004-es idényt harmadikként zárta.
2004-ben magánéleti problémái akadtak. Barátnője, a szerb-ausztrál teniszező, Jelena Dokić volt, akinek édesapja ellenezte a kapcsolatukat. Damir idiótának nevezte Bernoldit, és nem volt hajlandó elfogadni lánya választását. Ebben az évben a BAR-istálló tesztpilótája volt, és maradt e szerepben a 2005-ös évre is.
2007-ben a Stock Car Brasil-sorozat futamain vett részt. Nem ért el nagyobb sikereket, a pontversenyt a tizenharmadik helyen zárta.

### IndyCar

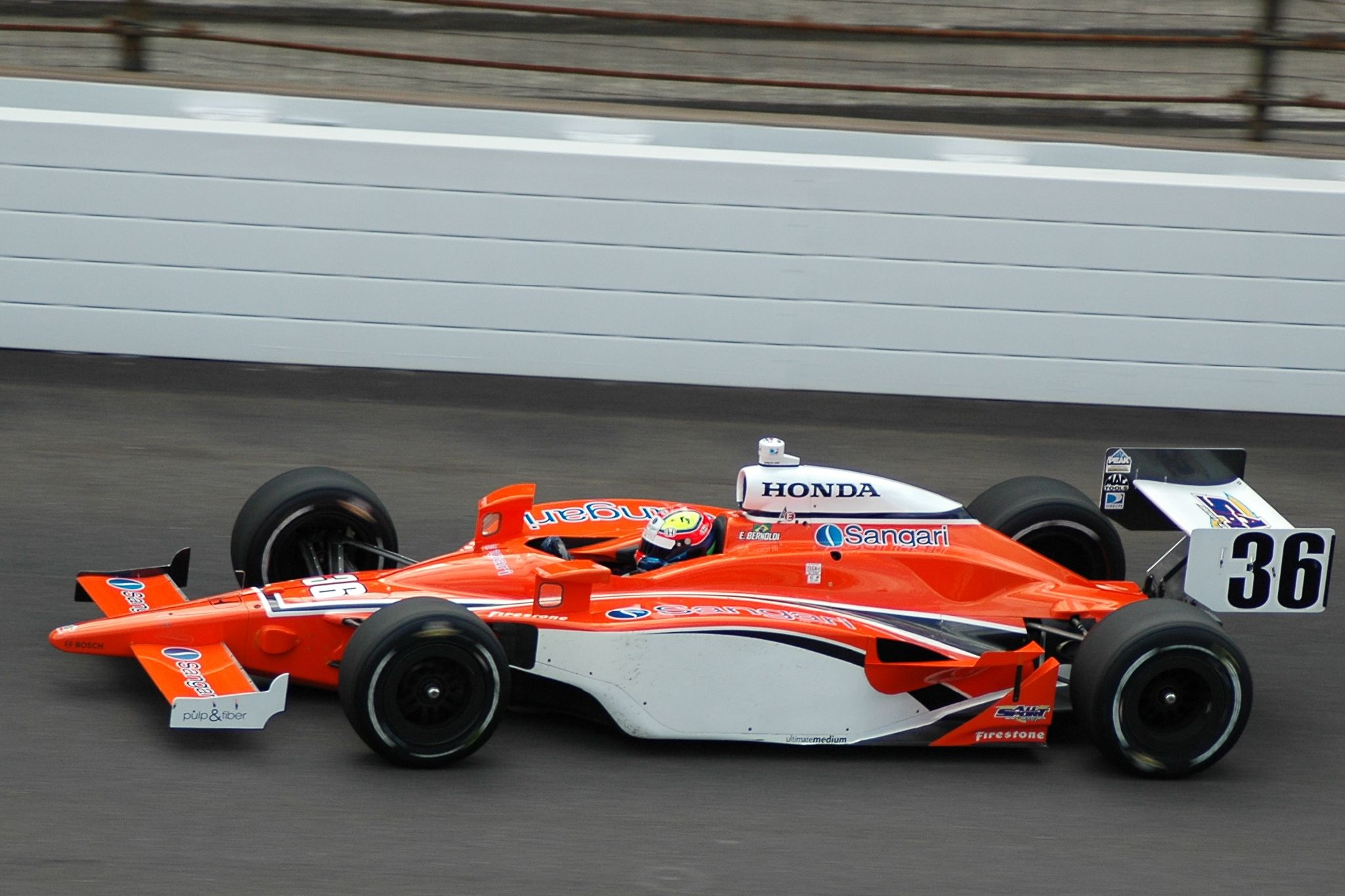
Bernoldi a 2008-as indianapolisi 500 mérföldes versenyen

2008-ban a Conquest Racing versenyzője lett az amerikai IndyCar-szériában. A második futamon ötödik, a negyedik versenyen pedig negyedik lett. A szezon többi versenyén egyszer sem végzett pontszerzőként. Részt vett az indianapolisi 500 mérföldes viadalon is, ahol tizenötödikként ért célba. 220 pontjával végül huszonkettedikként zárta az összetettet.

### 2008 után
2009-ben ő vezette a Flamengo labdarúgócsapat autóját a Superleague Formula-sorozatban. Ezentúl a Stock Car Brasil, valamint az FIA GT-bajnokság több futamán is elindult. 2010-ben teljes szezont futott az FIA GT1-es bajnokságban. Az interlagosi versenyen győzelmet szerzett váltótársával, Alexandre Negrãóval.

## Eredményei
Teljes Formula–1-es eredménysorozata
(Táblázat értelmezése)

(Félkövér: pole-pozícióból indult; dőlt: leggyorsabb kört futott) 

| Év   | Csapat                 | Modell     | Motor        | 1       | 2      | 3      | 4      | 5      | 6      | 7      | 8      | 9      | 10     | 11     | 12     | 13     | 14     | 15     | 16     | 17     | Helyezés | Pont |
| ---- | ---------------------- | ---------- | ------------ | ------- | ------ | ------ | ------ | ------ | ------ | ------ | ------ | ------ | ------ | ------ | ------ | ------ | ------ | ------ | ------ | ------ | -------- | ---- |
| 2001 | Orange Arrows Asiatech | Arrows A22 | Asiatech V10 | AUS Ki  | MAL Ki | BRA Ki | SMR 10 | ESP Ki | AUT Ki | MON 9  | CAN Ki | EUR Ki | FRA Ki | GBR 14 | GER 8  | HUN Ki | BEL 12 | ITA Ki | USA 13 | JPN 14 | 21.      | 0    |
| 2002 | Orange Arrows          | Arrows A23 | Cosworth V10 | AUS Kiz | MAL Ki | BRA Ki | SMR Ki | ESP Ki | AUT Ki | MON 12 | CAN Ki | EUR 10 | GBR Ki | FRA Nk | GER Ki | HUN    | BEL    | ITA    | USA    | JPN    | 22.      | 0    |

Teljes eredménysorozata az IndyCar-sorozatban
(Táblázat értelmezése)

(Félkövér: pole-pozícióból indult; dőlt: leggyorsabb kört futott) 

| Év   | Csapat   | 1      | 2     | 3       | 4     | 5      | 6       | 7      | 8      | 9      | 10     | 11     | 12     | 13     | 14     | 15     | 16     | 17      | 18      | 19  | Helyezés | Pont |
| ---- | -------- | ------ | ----- | ------- | ----- | ------ | ------- | ------ | ------ | ------ | ------ | ------ | ------ | ------ | ------ | ------ | ------ | ------- | ------- | --- | -------- | ---- |
| 2008 | Conquest | HMS Ki | STP 5 | MOT DNP | LBH 4 | KAN Ki | INDY 15 | MIL 16 | TXS Ki | IOW 17 | RIR Ki | WGL Ki | NSH Ki | MDO Ki | EDM 16 | KTY Ki | SNM 21 | DET DNP | CHI DNP | SRF | 22.      | 220  |

Indy 500
| Év   | Modell  | Motor | Rajthely | Eredmény | Csapat   |
| ---- | ------- | ----- | -------- | -------- | -------- |
| 2008 | Dallara | Honda | 29.      | 15.      | Conquest |

Teljes eredménysorozata a Superleague Formula-sorozatban
(Táblázat értelmezése)

(Félkövér: pole-pozícióból indult; dőlt: leggyorsabb kört futott) 

| 6 | 8 | 7 | 18 | 18 | 14 | 13 | 3 |  |  | 11 | 12 |

Super Final-eredményei
| Év   | 1      | 2       | 3      | 4      | 5   | 6   |
| ---- | ------ | ------- | ------ | ------ | --- | --- |
| 2009 | MAG Nk | ZOL N/A | DON Nk | EST Nk | MOZ | JAR |

## Fordítás
- Ez a szócikk részben vagy egészben  az   Enrique Bernoldi című angol Wikipédia-szócikk fordításán alapul.  Az eredeti cikk szerkesztőit annak laptörténete sorolja fel. Ez a jelzés csupán a megfogalmazás eredetét és a szerzői jogokat jelzi, nem szolgál a cikkben szereplő információk forrásmegjelöléseként.